# Yusra Zribi
Yusra Zribi (20 de agosto de 1983) es una deportista tunecina que compitió en judo. Ganó seis medallas en el Campeonato Africano de Judo entre los años 2001 y 2006.

## Palmarés internacional
| Campeonato Africano | Campeonato Africano          | Campeonato Africano | Campeonato Africano |
| Año                 | Lugar                        | Medalla             | Categoría           |
| ------------------- | ---------------------------- | ------------------- | ------------------- |
| 2001                | Trípoli (Libia)              | Medalla de bronce   | –70 kg              |
| 2002                | El Cairo (Egipto)            | Medalla de plata    | –70 kg              |
| 2004                | Túnez (Túnez)                | Medalla de bronce   | –70 kg              |
| 2005                | Puerto Elizabeth (Sudáfrica) | Medalla de plata    | –70 kg              |
| 2006                | Puerto Louis (Mauricio)      | Medalla de plata    | –70 kg              |
| 2006                | Puerto Louis (Mauricio)      | Medalla de bronce   | Abierta             |